# بهجت عدلي
بهجت عدلي (مواليد 22 سبتمبر 1971) هو ممثل مصري ودكتور صيدلي بدأ مشواره الفني في عام 1988 في فيلم ابتسامة في نهر الدموع لكنه تخصص بعد ذلك بشكل كبير في الدراما التليفزيونية، ومن أعماله: (يا رجال العالم اتحدوا، النساء قادمون،العميل 1001، الشحرورة).

## أعماله

### أفلام
- 1988:ابتسامة في نهر الدموع
- 2006:الرهينة
- 2008:نقطة رجوع
- 2008:مفيش فايدة
- 2009:أزمة شرف
- 2010:قاطع شحن
- 2017:فين قلبي؟
- 2019:خط الموت
- 2019:إنت إيه

### مسلسلات
- 1993:ناس ولاد ناس
- 1994:لعبة كل بيت
- 1994:صور ملونة
- 1994:ستة على اليمين
- 1995:حكايات مجنونة
- 1995:الستات ما يعملوش كده
- 1996:وسادسهم الزمن
- 1996:الأبطال ج1
- 1997:قلوب في العاصفة
- 1997:عوضين وإمبراطورية عين
- 1997:الأبطال ج2
- 1997:أبو حنيفة النعمان
- 1998:أوراق مصرية ج1
- 1998:المجهول
- 1998:الأب
- 1999:لما التعلب فات
- 1999:عاطفة لا تموت
- 1999:الشهاب
- 2000:يا رجال العالم اتحدوا
- 2000:رجل طموح
- 2000:حلم العمر
- 2000:الفسطاط
- 2000:السفينة والربان
- 2000:الحب والاختيار
- 2001:محامي كعب داير
- 2001:عائلة الحاج متولي
- 2001:حواري وقصور
- 2001:تلال الغضب
- 2001:النساء قادمون
- 2002:مارينا مارينا
- 2002:طيور الشمس
- 2002:زمن عماد الدين
- 2002:حلم ابن السبيل
- 2002:بلد المحبوب
- 2002:أوراق مصرية ج2
- 2002:آلو .. رابع مرة
- 2003:ملك روحي
- 2003:حكايات زوج معاصر
- 2004:لقاء على الهواء
- 2004:قلب النهار
- 2004:بطة وأخواتها
- 2004:أوراق مصرية ج3
- 2004:المهنة طبيب
- 2004:القرار الأخير
- 2004:القاهرة منفلوط والعكس
- 2004:أحلام البنات
- 2005:مسائل عائلية جدا
- 2005:قناديل البحر
- 2005:العميل 1001
- 2005:أحلامنا الحلوة
- 2006:امرأة من الصعيد الجواني
- 2006:القاهرة 2000
- 2007:قلب امرأة
- 2007:غريب الدار
- 2007:عمارة يعقوبيان
- 2007:سلطان الغرام
- 2007:أصعب قرار
- 2008:وعادت القلوب
- 2008:عدى النهار
- 2008:عاليها واطيها
- 2008:شط إسكندرية
- 2008:الفنار
- 2008:العارف بالله الإمام عبدالحليم محمود
- 2008:أغلى الناس
- 2009:ليالي
- 2009:كريمة .. كريمة
- 2009:في مهب الريح
- 2009:تاجر السعادة
- 2009:أنا قلبي دليلي
- 2009:الوتر المشدود
- 2009:البوابة الثانية
- 2009:الأشرار
- 2010:مذكرات سيئة السمعة
- 2010:أكتوبر الآخر
- 2011:مسألة كرامة
- 2011:لحظة ميلاد
- 2011:كيد النسا ج1
- 2011:خاتم سليمان
- 2011:الشحرورة
- 2011:الريان
- 2012:هرم الست رئيسة
- 2012:قضية معالي الوزيرة
- 2012:فرح العمدة
- 2012:شمس الأنصاري
- 2012:ربيع الغضب
- 2012:حارة خمس نجوم
- 2012:الصفعة
- 2012:الزوجة الرابعة
- 2012:ابن موت
- 2012:ابن ليل
- 2013:سلسال الدم ج1
- 2013:أهل الهوى
- 2013:ألف سلامة
- 2013:الركين
- 2014:صاحب السعادة
- 2014:دلع بنات
- 2014:الحكر
- 2014:الإكسلانس
- 2015:وش تاني
- 2015:طريقي
- 2015:سلسال الدم ج2
- 2015:دنيا جديدة
- 2015:ألوان الطيف
- 2015:المطلقات
- 2015:الصندوق الأسود
- 2015:الصعلوك
- 2015:أرض النعام
- 2016:مملكة يوسف المغربي
- 2016:كلمة سر
- 2016:سلسال الدم ج3
- 2016:راس الغول
- 2016:آه من حوا
- 2017:ولاد تسعة
- 2017:قصر العشاق
- 2017:عائلة زيزو
- 2017:سلسال الدم ج4
- 2017:الطوفان
- 2017:إزي الصحة
- 2017:أرض جو
- 2018:نسر الصعيد
- 2018:عائلة الحاج نعمان ج2
- 2018:سلسال الدم ج5
- 2018:الوصية
- 2018:الأب الروحي ج2
- 2019:حشمت في البيت الأبيض
- 2020:لما كنا صغيرين
- 2020:قوت القلوب
- 2020:قوت القلوب الجزء الثاني
- 2020:رجالة البيت
- 2020:حكايات بنات ج5
- 2020:إسود فاتح
- 2021:ضد الكسر
- 2021:أيام
- 2022:القاتل الذى أحبني
- 2022:أبو العروسة ج3